# Guerre sino-vietnamienne
 (janvier 2019).
Guerre sino-vietnamienne
La guerre sino-vietnamienne (en vietnamien : Chiến tranh biên giới Việt-Trung), également appelée troisième guerre d'Indochine, est une guerre courte, pouvant être qualifiée de conflit frontalier, qui oppose le Viêt Nam à la république populaire de Chine du 17 février au 16 mars 1979. La Chine ouvre les hostilités avec une expédition punitive en réponse à l'invasion et à l'occupation du Cambodge par le Viêt Nam en 1978, qui met fin au règne des Khmers rouges appuyés par la Chine.
Les forces chinoises entrent dans le nord du Viêt Nam et occupent plusieurs villes près de la frontière. Le 6 mars 1979, la Chine déclare que la route de Hanoï est ouverte, que sa mission punitive est désormais accomplie. Les troupes chinoises se retirèrent alors, les belligérants déclarant tous deux avoir remporté la victoire à l'issue de cette dernière guerre d'Indochine.
Les troupes vietnamiennes étant restées au Cambodge jusqu'en 1989, la Chine ne parvint pas à dissuader le Viêt Nam de s'impliquer au Cambodge, mais avait réussi à démontrer que son rival communiste de la guerre froide, l'Union soviétique, était incapable de protéger son allié vietnamien. Après la fin et la dissolution de l'URSS en 1991, la frontière sino-vietnamienne fut enfin finalisée.

## Contexte géopolitique
Cette guerre d’une durée de quelques semaines est essentiellement une « guerre de proximité de basse intensité ». L'origine de ce conflit s'inscrit dans le cadre de la rupture sino-soviétique, le Viêt Nam communiste étant soutenu par l'Union soviétique. Il marque également la volonté chinoise de réaffirmer sa prédominance en Asie, à la suite de l'invasion du Cambodge par le Viêt Nam qui provoque la fin du Kampuchéa démocratique, le régime Khmer rouge proche des maoïstes.
Les relations sino-russes puis sino-soviétiques ont longtemps été houleuses autant d'un point de vue idéologique que politique. Ces relations furent rythmées par des cassures et des réconciliations successives, jusqu'à la rupture définitive provoquée par l'incompatibilité de leurs politiques, incompatibilité invoquée par les deux États après 1956.
La rupture idéologique prend forme au XXe congrès du Parti communiste de l'Union soviétique, lorsque Nikita Khrouchtchev énonce les trois principes de sa nouvelle politique soviétique, avec laquelle la Chine se trouve en total désaccord :
1. La « coexistence pacifique » qui devient un principe essentiel de la politique extérieure soviétique alors que la Chine prône la guerre contre le capitalisme et l'impérialisme ;
2. Le passage du socialisme au communisme. Nikita Khrouchtchev reste persuadé que cette transition peut s'effectuer en douceur au sein même de la société, alors que Mao prône une révolution immédiate, en bouleversant les structures politiques et sociales de la société ;
3. La stratégie mondiale à adopter pour implanter le communisme. Khrouchtchev se démarque clairement de son voisin chinois en annonçant les débuts de la déstalinisation et la condamnation du culte de la personnalité, culte que prolonge le président Mao.

Parallèlement, les frontières entre l'Union soviétique et la Chine restent un foyer constant de tension entre les deux nations, particulièrement pendant le conflit frontalier sino-soviétique de 1969.
À ces querelles des frontières du Nord s’ajoute la rivalité d’influences sur les marches méridionales de la Chine, dont le Viêt Nam, soutenu par les Soviétiques qui y entretiennent une base navale à partir de 1975.
Le conflit frontalier sino-vietnamien s’inscrit dans un complexe jeu d’alliances. Les États-Unis, dans la deuxième moitié du XXe siècle, souhaitent normaliser les rapports avec la Chine. Concurremment, Pékin et Tokyo signent un traité de paix et d’amitié en août 1978. Ces trois puissances trouvent une opposition commune envers la possibilité d'une hégémonie soviétique en Asie.
D'un autre côté, les liens entre le Viêt Nam et l'URSS se solidifient. Le 3 novembre 1978, le Viêt Nam et l'Union soviétique s'entendent sur un Traité d'Amitié et de Coopération, visant principalement à contrer les rapprochements sino-américains. Entre 1978 et 1979, l’alliance unissant les États-Unis, la Chine, le Japon se confirme, au même titre que celle entre l’URSS et le Viêt Nam, juste avant le déclenchement du conflit frontalier sino-vietnamien.

## Conflit
C’est une guerre de proximité sur deux fronts pour le Viêt Nam, au sud avec le Kampuchéa démocratique soutenu par la Chine, et au nord contre la Chine. Le 15 février 1979, la Chine annonce publiquement son intention d’envahir le Viêt Nam. Cette date marque l’expiration du Pacte sino-soviétique de 1950 : la Chine ne peut ainsi attaquer un allié de l’Union soviétique sans rompre ses engagements à l'égard de celle-ci.
Les raisons invoquées pour cette invasion sont les mauvais traitements subis par la minorité chinoise au Viêt Nam et l’occupation vietnamienne des îles Spratleys, revendiquées par la Chine. Deux jours plus tard, le 17 février, environ 120 000 soldats et 400 chars Type 59 de l’armée populaire de libération chinoise entrent dans les provinces vietnamiennes de Cao Bằng et Lạng Sơn par les routes traditionnelles des invasions chinoises. La Chine présente cette attaque comme une « contre-attaque d'auto-défense » répondant à des « provocations vietnamiennes ».
Les Chinois attaquent sur 26 points le long des 750 km de frontière défendus par la milice locale vietnamienne, les troupes régulières étant principalement occupées par la campagne militaire au Cambodge contre les Khmers rouges. Les forces vietnamiennes au nord se composent essentiellement de 100 000 miliciens locaux (Tu Vê). En 17 jours de combat, les Chinois parviennent à pénétrer de 30 à 40 km et à capturer les deux capitales provinciales, au prix de pertes évaluées à 7 000 tués et 13 à 15 000 blessés. Les troupes chinoises évacuent le territoire vietnamien le 16 mars en pratiquant la politique de la terre brûlée, laissant derrière elles des débris qui deviennent des monuments de commémoration.
Elles continuent d'occuper environ 60 km2, ce qui conduit à plusieurs escarmouches au cours de conflits jusqu'en 1990.
Le conflit est donc bref. Les résultats de l'APL ne sont pas ceux attendus. Malgré quelques succès militaires et une écrasante supériorité numérique, l'Etat-major chinois est confronté à de lourdes défaillances dans le commandement des troupes, les techniques de combat et le renseignement militaire qui ont entravé ses capacités à évoluer en territoire vietnamien. Ses opérations sont contrecarrées par une résistance vietnamienne plus solide que prévu, mieux organisée et avec une meilleure connaissance du terrain. Officiellement, les deux camps clament la victoire. Pourtant, en interne, le leader politique chinois Deng Xiaoping, à l'initiative de cette guerre, aurait été tenu responsable de l'échec de la guerre au sein du bureau politique du PCC. Pour se défendre, il évoque la faiblesse de l'armée populaire chinoise sur le plan technique et mécanique. Validant ainsi sa politique de réformes économiques visant à sortir la Chine du communisme par une économie « socialiste » de marché. Le retrait prématuré des troupes chinoises (annoncé dès le 5 mars) vient également soutenir la thèse d'une armée dépassée par les évènements. Les médias occidentaux attribuent généralement la victoire au Viêt Nam, et donnent à cette guerre le nom de « guerre pédagogique » (Teach-a-lesson War).

## Stratégies

### La stratégie chinoise
Les services de renseignements vietnamiens s’attendent à un schéma classique identique à celui de la guerre de Corée, fait d’infiltrations suivies d’un mouvement d'enveloppement par des attaques massives. Prenant le contre-pied, les Chinois ont recours à une approche frontale directe en lançant l’offensive sur les cols avec un barrage d’artillerie intense, suivi de l’infanterie appuyée par des chars utilisés comme appui feu dans une tactique divergente sur un large front, avant de se concentrer sur les objectifs choisis en un mouvement de pince à branches multiples qui se divise en 3 phases :
1. bataille des cols pour le passage ;
2. bataille des objectifs divisionnaires pour la pénétration à 16 km ;
3. percée et prise des capitales provinciales.

L'armée parie également sur la concentration des effectifs de l'APV au Cambodge, rendant plus vulnérable le nord du Viêt Nam.
Cette stratégie a pâti de plusieurs défaillances, comme le manque de renseignements, une mauvaise appréciation de l'adversaire et des techniques de combat et de commandement obsolètes. Des rapports ont signalé un niveau surprenant de désorganisation de l'Armée populaire de libération, comme le fait que certains soldats n'avaient pas emporté les bonnes cartouches pour leurs armes. 

### La stratégie vietnamienne
D'un point de vue historique, le Vietnam a connu de nombreuses invasions chinoises. Les invasions maritimes étaient arrêtées à l'embouchure des cours d'eau ou près de la ligne côtière, avant le débarquement des troupes. Les invasions terrestres ont généralement été arrêtées aux cols avant leur déploiement dans les régions montagneuses frontalières et leur pénétration dans les basses terres du delta. Elles ne peuvent passer que par une poignée de routes traversant un terrain difficile qui amoindrit l'avantage numérique des chinois, et ces routes convergent toutes vers Hanoï sans communication possible entre elles, de sorte qu'une force vietnamienne située dans la plaine peut se porter vers l'une des armées chinoises qui envahissent sans craindre les autres.
Les Vietnamiens disposent donc d'une expérience historique et d'une stratégie générale bien rodée. Ils gardent en réserve leurs forces principales (Chu Luc) dans la plaine autour de Hanoï, pour défendre la ville et contre-attaquer à la première occasion une des forces chinoises qui aurait montré une faiblesse. La simple existence de ces réserves, et de la menace qu'elles constituent, entrave l'action des envahisseurs, et les empêche de supprimer les milices locales qui les harcèlent, jusqu'à ce que le manque de résultat et les problèmes (logistiques, sanitaires, etc.) les forcent à se retirer.
Le sabotage des puits d'eau potable et de toutes les ressources d'eau potable par les Vietnamiens ont complexifié l'approvisionnement en eau des troupes chinoises. Bien que le Viêt Nam soit un pays d'eau, la chaine de logistique de l'armée chinoise, pas assez mécanisée, a éprouvé les plus grandes difficultés pour compenser le manque d'eau.
Le dispositif défensif en profondeur a permis un déploiement rapide et souple des unités de réserve en fonction de l’observation des lignes d’attaque aux frontières. Le stratège Giáp tend à privilégier la prudence aux coups d’audace par une longue préparation pour une exécution rapide et complète.
La milice locale d’autodéfense s'avère apte à bloquer les cols et à effectuer une contre-offensive sur un terrain montagneux qu'elle connaît bien. L’armée vietnamienne échange du terrain contre du temps, affaiblissant les divisions chinoises et les dissuadant de continuer plus avant dans l’offensive. Elle décide de concentrer ses efforts autour des villes et non pas à l’intérieur et ce avec des points d’appui pour menacer les unités ennemies sur plusieurs axes. Elle n’engage pas ses réserves alors que les troupes chinoises sont affaiblies et épuisées à compter du 5 mars.

## Bilan humain
Établir le bilan humain de ce conflit est difficile : les chiffres maximaux dépasseraient 50 000 morts pour les deux parties, en contraste flagrant avec les chiffres officiels des deux pays qui sont de moins de 20 000 morts. Il faut noter l'absence de journalistes occidentaux (surtout américains) au Viêt Nam, pays qui sortait de la guerre du Viêt Nam contre les États-Unis. Quant à la Chine, sa situation à cet égard n'était guère meilleure : le pays venait à peine de connaître la fin du règne de Mao, décédé en 1976, et les observateurs étrangers y étaient tout aussi indésirables. Au Viêt Nam, proche de l'URSS, il y avait des conseillers et formateurs militaires soviétiques. On ignore le nombre des morts parmi les ressortissants de cet État. Ce conflit ressemble au conflit frontalier sino-soviétique de 1969 sur le fleuve Amour pour l'île Damiansky, dont on ignore aussi l'ampleur et le bilan humain véritables.

## Deuxième guerre sino-vietnamienne de 1984
Cette deuxième guerre sino-vietnamienne de 1984 s’est résumée à la seule bataille du mont Laoshan (en). Elle eut pour objectif la conquête d’un observatoire.
Le mont Laoshan (zh) a une altitude de 1 422 mètres. Il se trouve en territoire vietnamien, proche de la frontière chinoise. « Laoshan » signifie « Vieille Montagne » en chinois et en vietnamien. Après la guerre sino-vietnamienne de 1979, le mont Laoshan est utilisé par les forces vietnamiennes comme observatoire pour diriger des coups de main (raids) de grande envergure en Chine. En février-avril 1984, des incidents frontaliers conduisent à une bataille en règle avec préparations d’artillerie et charges d’infanterie. La milice locale des paysans et montagnards vietnamiens se sont chargés de mettre en œuvre les positions défensives. Les Chinois occupent cette position et s'en retirent quelques heures après.
Les deux guerres sino-vietnamiennes provoquent des départs en masse de boat-people parfois d'origine Hoa.